# Gare de Gjerstad
La gare de Gjerstad est une gare ferroviaire norvégienne de la ligne du Sørland. Elle est située sur le territoire de la commune de Gjerstad, dans le comté d'Agder. 
Elle est à 238 kilomètres de la Oslo.

## Situation ferroviaire
Établie à 37 mètres d'altitude, la gare de Gjerstad est située au point kilométrique (PK) 237,05 de la ligne du Sørland, entre les gares ouvertes de Neslandsvatn et de Vegårshei. 

## Service des voyageurs

### Intermodalité
La gare est desservie par des bus pour les communes de Risør et Tvedestrand. 